# Petar Vitezica
Petar Vitezica (Trogir, 15. veljače 1903. – Split, 4. svibnja 1970.), hrvatski liječnik, pripadnik pokreta otpora u Drugome svjetskom ratu, dužnosnik u liječničkoj organizaciji i športski dužnosnik

## Životopis
Rodio se je u Trogiru. U Splitu je pohađao gimnaziju. Obnašao visoke dužnosti u Jugoslavenskom đačkom prosvjetnom društvu u Splitu, pa je kao gimnazijalac u sedmom razredu bio potpredsjednik potpredsjednik, a u osmom prvi tajnik. Maturirao je 1923. godine. Medicinu je studirao u Zagrebu, nastavio u Beču, Münchenu, Parizu te u Štajerskom Gradcu (Grazu), gdje je promoviran 1934. godine. U mladosti bavio se je veslanjem u VŠK Gusaru. Stažirao je u splitskoj bolnici, pa je dvanaest mjeseca volontirao i na koncu dobio mjesto općinskoga liječnika u Hvaru i Bol. Hrvatskom liječničkom zboru pristupio je 1936. godine. Početkom 1940. posao je dobio u Okružnom uredu za osiguranje radnika u Splitu.:70. Izborna skupština Liječničke komore Banovine Hrvatske u Splitu održana je u komorskim prostorijama 12. svibnja 1940. godine. Vitezica je bio među izabranim odbornicima.:48.
U Drugome svjetskom ratu bio je zatvorski liječnik. Tog se je posla prihvatio nakon što mu je radnik brodogradilišta Vicko Ružić prenio direktivu Partije da se prihvati te dužnosti. Pregledavao je zatvorenik u zloglasnom zatvoru sv. Roko triput tjedno. Sve do 1943. godine bio je glavna veza između zatvorenika i vanjskog svijeta. Donosio je u zatvore donosio vijesti, pisma, literaturu, a obiteljima pisma i vijesti o njihovoj zatočenoj rodbini. Talijanske okupacijske vlasti imale su povjerenja u njega. Govorio je talijanski i nije bio kompromitiran. Zato ga nisu pretraživali i mogao je funkcionirati kao kurir. U zatvoru su mu pomagači bili bolničari Tonči Hrepić i Dinko Jurjević. Zatvoreni liječnik Ernest Žunković, suorganizator ustanka na Hvaru bio mu je od velike pomoći. Bio je povezan s nekolicinom liječnika u Općoj bolnici Grad i bolnicom na Firulama. Veliku ulogu odigrala je njegova veza s Higijenskim zavodom. Lažiranim nalazima i skrivenim porukama u potpisu slao je poruku je li zatvorenik u opasnosti ili nije. Vitezica i kolege spasili su mnoge pripadnike pokreta otpora. Otpremili bi ih onda u drugu ustanovu, iz koje bi im organizirali bijeg pa su se odatle priključivali partizanima ili ilegalcima. Tako su spašeni Vladimir Marković Inđo, Ante Jurjević Baja i ini. Bio je partizanski načelnik Splita odnosno čelnik Gradskog NOO Splita1944.godine od početka 1944- koji je djelovao u ilegali. 26. listopada 1944. godine partizani ulaze u Split i GNOO više ne djeluje u ilegali. Nekoliko dana poslije, početkom studenoga u Splitu je osnovan Oblasni CK Dalmacije, u kojem je Vitezica bio je jedan od tajnika zadužen za sanitetsku sekciju. Sljedećeg mjeseca izabran je u plenum odbora JNOF za grad Split.:71.
Poslije rata izabran je za odbornika Narodnog odbora grada i kotara Split.:71. Sredinom 1945. osnovan je Inicijativni odbor za obnovu splitskog športa, u čijem je sastavu bio doktor Vitezica, Miro Mihovilović, dr. Šime Poduje, dr. Petar Niseteo, Elko Mrduljaš, Ante Senjanović, Vladimir Marković, dr. Petar Gjurković, Đuro Omčikus, Berislav Petrović i Ivo Tomić. Nakon rata, u Federalnoj Državi Hrvatskoj, po odluci od 16. listopada 1945. godine Ministarstva narodnog zdravlja Federalne Države Hrvatske, poslovanje bivše Liječničke komore Savske banovine odnosno Liječničke komore NDH u Zagrebu nastavljeno je pod službenim nazivom Liječnička komora Federalne Države Hrvatske. Imenovani su bili članovi Upravnog odbora i Nadzornog odbora, Disciplinsko vijeće te povjerenik Komore. Zaključkom sjednica UO Liječničke komore FDH u Zarebu imenovan je Petar Vitezica za Liječničke komore u Splitu.:50. 5. prosinca povjerenik je Liječničke komore u Splitu. Za odbornika podružnice HLZ u Splitu izabran je na skupštini podružnice 13. travnja 1947. i 15. veljače 1948. godine.:71.
Dugo je godina predsjedavao Savjetom za narodno zdravlje općine Split. Bio je u općinskom vodstvu Socijalističkog saveza. Do sredine 1948. godine bio je zapošljenik Zavoda za socijalno osiguranje, pa je prešao u Oblasni Narodni odbor Dalmacije, u kojem je do konca 1951. godine. Obnašao je dužnost ravnatelja zdravstvenih stanicâ Brodogradilišta Split i Solina. Nova radna mjesta bila su mu u Gradskoj poliklinici Split te u Higijenskom zavodu u Splitu. Prvi je rukovoditelj Doma zdravlja u Splitu. Na dužnost je imenovan 1953. godine i obnašao ju je do odlaska u mirovinu 1966. godine.:71.
Vitezica je umro 1970. godine. U njegovu čast splitski Dom zdravlja nosio je do 1990. ime Dr. Petar Vitezica.

## Nagrade i priznanja
- Dobio je više odlikovanja.[2]:71.
- 1964. godine: Nagrada grada Splita.[2]:71.
- Predsjednik Gusara, splitskog veslačkog kluba.[2]:71.
- Po njemu je nazvan splitski Dom zdravlja.[2]:71.